# 신랑듬과 각시듬
대구 달성군의 전설이다.

## 내용
옛날엿적 신라시대때 부지런한 총각이 있었다.
어느날 대니산에 나무를 하러 갔다.
그런데 산신령이 나타나 내일 아내와 결혼 할 것이라는 말을 했다. 그리고 아내를 보여주었다.
아내는 너무 예뻤고 바로 사랑에 빠졌다.
단 3명의 아이가 태어나기 전까지 결혼 한다는
말을 하지 말라고 했다. 다음 날 산신령의 
명령을 잊고 총각은 '저 오늘 장가 갑니다'
라고 말했다. 그리고 대니산에 올라갔는데
산신령만 있고 각시가 보이지 않았다.
산신령에게 총각이 물어봤더니 '모든 것이 끝났다'고 말했다. 결국 총각은 돌이 되고 말았고
아무도 그를 찾지 못했다.